# Guilden Morden
Guilden Morden est un village et une paroisse civile du Cambridgeshire, en Angleterre. Il est situé dans le sud-est du comté, à une trentaine de kilomètres de la ville de Cambridge, non loin de la frontière avec le Bedfordshire et le Hertfordshire. Administrativement, il relève du district du South Cambridgeshire. Au recensement de 2011, il comptait 986 habitants.

## Étymologie
Le nom Morden, porté par d'autres localités d'Angleterre, est composé de deux éléments vieil-anglais : mōr « marais » et dūn « colline ». Celui de Guilden Morden est attesté en 1015 sous la forme Mordune, qui est également celle sous laquelle il figure dans le Domesday Book, à la fin du XIe siècle. L'élément Guilden est attesté pour la première fois en 1204 (Gildene Mordon) et provient du vieil anglais gylden « riche ». Il permet de distinguer ce village de son voisin Steeple Morden, à 2 km au sud.

## Histoire
Une figurine de sanglier anglo-saxonne a été découverte à Guilden Morden vers 1864-1865. Le sanglier de Guilden Morden est aujourd'hui conservé au British Museum.